# Hierosaurus
Hierosaurus là một chi khủng long, được Wieland mô tả khoa học năm 1909.